# Arômes du vin

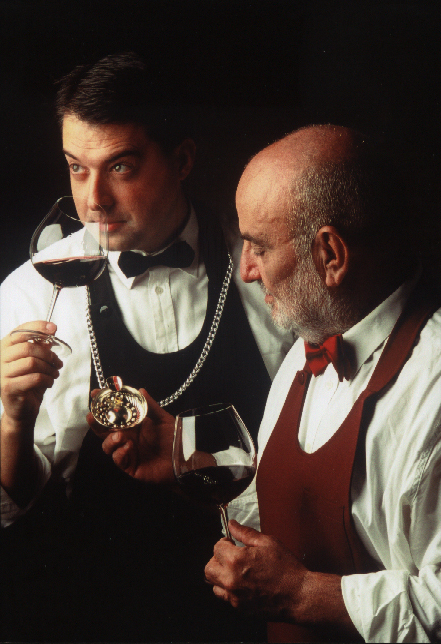
Sommeliers dans l'exercice de leur fonction.

Les arômes du vin sont très nombreux et très variés. Ils peuvent être classés selon leur origine, selon des groupes d'arômes voisins ou encore selon leur ressemblance chimique.

## Œnologie

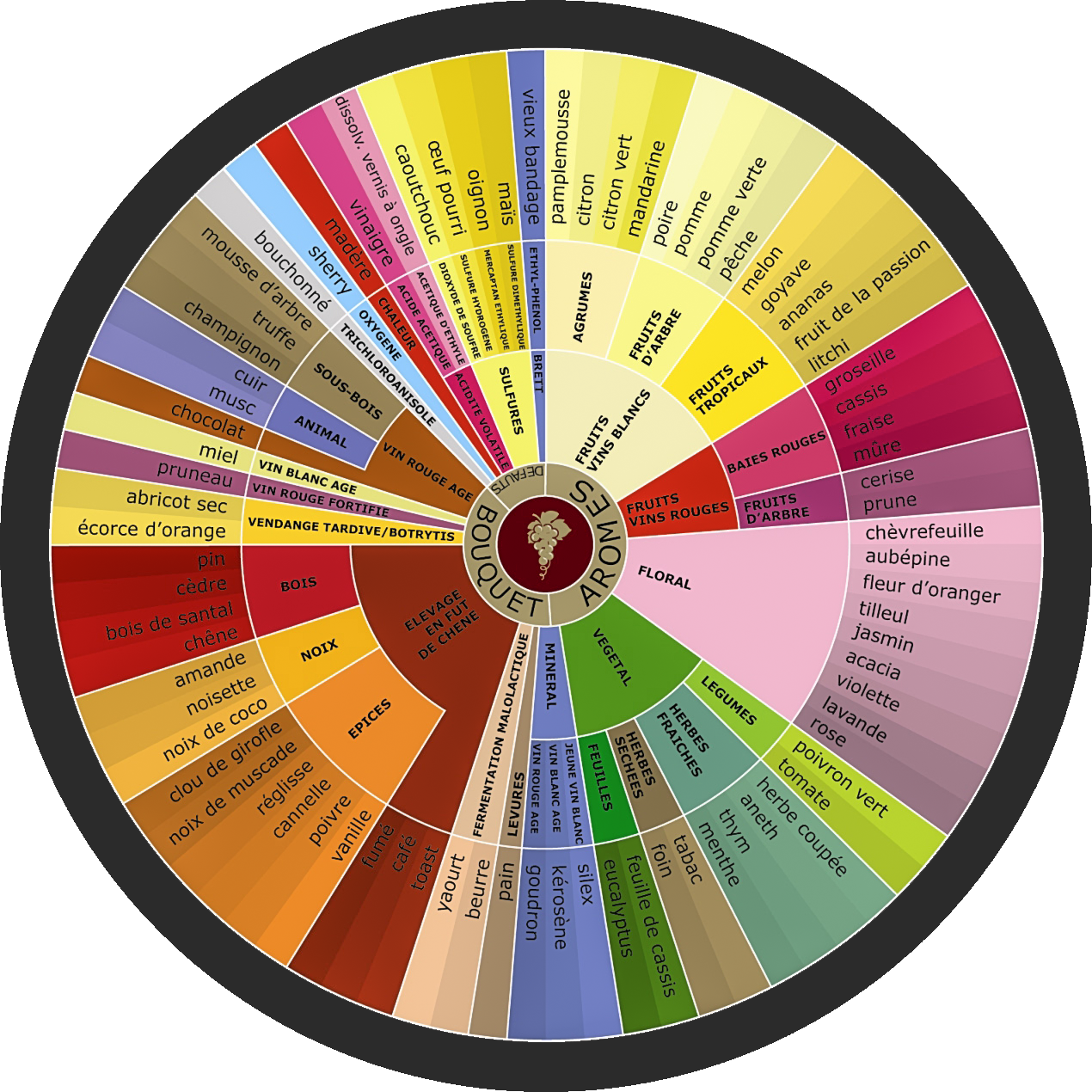
Roue des arômes du vin.

### Arômes primaires, arômes de cépages ou arômes variétaux
La pulpe et surtout la pellicule du raisin contiennent de très nombreux composés organiques dont seule une petite partie est aromatique. On les appelle arômes primaires. C'est la sensation organoleptique que l'on perçoit en croquant un grain. Parmi ces arômes, le plus connu est probablement celui des cépages muscat — issu de plus de 150 molécules selon Pierre Galet.
Les arômes primaires sont divisés en deux catégories : les arômes variétaux libres de rang issus généralement des monoterpènes et des pyrazines et les précurseurs d’arômes non odorants, composants issus de formes liées (thiols volatils pour le sauvignon, méthoxypyrazines (en) typiques des arômes de cabernet sauvignon, caroténoïdes, précurseurs glycosylés). 
Les cépages sont classés en fonction de leur richesse aromatique : les variétés dites à saveurs simples (cabernet, pinot noir, gamay, sauvignon, chardonnay, chenin) n'ont que des précurseurs d’arômes et donnent un moût inodore. Les variétés aromatiques (muscadelle, muscat ou gewurztraminer riches en terpènes) contiennent des précurseurs d’arômes mais aussi des arômes variétaux libres de rang.
En phase pré-fermentaire de la vinification, les pellicules et débris pelliculaires des variétés aromatiques sont mis en contact prolongé avec le moût pour élaborer des vins de cépage typés. Les levures quant à elles hydrolysent enzymatiquement les précurseurs d'arômes (terpènes glycosylés, thiols conjugués) en molécules volatiles (terpénols, thiols volatils).
Les arômes primaires sont des arômes variétaux qui proviennent du raisin (cépage). C’est le potentiel aromatique du raisin. Ceux qui dominent sont du type fruité et floral. Ces arômes s’observent immédiatement sans agitation circulaire du verre (premier nez). Ils correspondent aux substances les plus volatiles. Ils sont influencés par le climat, le terroir, le millésime. On peut dire que la vinification révèle l'arôme primaire caché dans le fruit. Le vin présente plus d'odeurs de fruits que le raisin. La fermentation agit comme un révélateur d'arômes et libère les principes odorants du raisin.
On peut constater que de nombreux raisins issus de divers cépages sont très peu aromatiques sous leur forme de fruits. En mangeant ces raisins on perçoit l'eau, le sucre et l'acidité, mais peu d'arômes. C'est leur neutralité qui fait leur charme. D'autres raisins ont en revanche des arômes particuliers. Ces cépages sont dits « aromatiques ». Le plus représentatif des cépages à caractère primaire est le muscat. Les arômes perçus dans le vin sont ceux du raisin. Parmi d'autres cépages aromatiques on peut citer le gewurztraminer, le riesling… Ils ont pour point commun une certaine richesse en terpènes (classe d'hydrocarbures). Exemples de terpènes : oxydes de linalol, terpinéol, géraniol, linéol, nérol…
| Monoterpène   | Note olfactive             |
| ------------- | -------------------------- |
| Linalol       | Coriandre, fleur d’oranger |
| Nérol         | Rose, magnolia             |
| Géraniol      | Rose, cire                 |
| Citronellol   | Rose, citronnelle          |
| α - terpinéol | Conifère, huile de pin     |
| Ho-triénol    | Tilleul, jacinthe          |
| Néoloxyde     | Vert, fleur d’oranger      |
| Roseoxyde     | Rose, fruité               |

### Arômes secondaires ou fermentaires
Les arômes secondaires résultent de l'activité des levures et des bactéries durant la fermentation alcoolique, lesquelles assimilent les nutriments (sucres et acides aminés) en formant essentiellement les alcools supérieurs (alcools amylique, isobutanol, propanol dont les arômes sont décrits comme alcooleux, spiritueux, amylique, frangipane, 2-phényléthanol à l'arôme de rose) et les esters (acétates d'alcools supérieurs à l'arôme de banane, esters éthyliques d'acides gras aux arômes de fruits : poires, ananas, pêche, fruit rouge). Ils forment également d'autres métabolites qui peuvent avoir un impact indirect sur la perception du vin (glutathion et son rôle antioxydant qui préserve les arômes volatils, mannoprotéines de la paroi externe des levures interagissant avec les tanins, glycérol, acides organiques : acides acétique, oxalo-acétique, succinique).
Ces arômes fermentaires se retrouvent dans les arômes typiques du vin primeur. Le plus connu est l'arôme amylique (bonbons anglais, banane).
Plusieurs facteurs influent sur la production de ces arômes : levure (souche et genre), température de fermentation (des températures élevées favorisent la formation d'alcools supérieurs, des basses la formation d'esters), composition azotée du mout, turbidité et oxygénation du mout favorisant les esters éthyliques d'acides gras.
Les levures de la flore naturelle du vin ne sont pas seulement Saccharomyces cerevisiae, mais aussi des levures non Saccharomyces qui modifient le profil aromatique et gustatif du vin : Schizosaccharomyces pombe (désacidifie le vin en assimilant l'acide malique du mout), Candida stellata (en) (certaines souches produisent deux fois plus de glycérol que S. cerevisiae), Torulaspora delbrueckii (production d'esters fermentaires fruités au profil différent de S. cerevisiae), Kluyveromyces thermotolerans (acidifie le vin en produisant de l'acide lactique plus doux que l'acide malique), Pichia kluyverri (renforce l'hydrolyse des précurseurs d'arômes), Hanseniaspora osmophila (certaines souches produisent dix fois plus de 2-phényléthanol que S. cerevisiae), Kloeckera corticis, etc.
Ces souches naturelles (Schizosaccharomyces pombe, Kluyveromyces thermotolerans, Torulaspora delbrueckii) peuvent être utilisées en levains ensemencés à différents stades de la fermentation (inoculation séquentielle, co-inoculation précoce ou tardive) pour modifier le profil du vin  .
Ils se développent durant les fermentations alcoolique et malolactique. Il y a modification qualitative et quantitative des arômes. Les arômes primaires sont affectés par les fermentations, et d'autres arômes se développent.
Plus la quantité de sucre mise en jeu est importante, plus l’activité levurienne est importante et plus l'arôme secondaire est intense[réf. nécessaire]. C’est pourquoi par exemple les vins liquoreux ont une intensité aromatique secondaire plus importante. Le caractère variétal du cépage diminue lorsque la maturité ou la sur-maturité augmente.
Des arômes à caractère vineux.
Exemples : ferments, lait, beurre, yaourt, bonbon anglais, banane (acétate d'isoamyle, retrouvé dans le beaujolais nouveau), levures, etc.

### Arômes tertiaires
Ce sont des arômes issus de l'extraction du bois (ellagitanins du bois de chêne, lactones) ou des réactions chimiques (composés soufrés, acétal provenant de réactions d'oxydo-réduction) qui se produisent durant l'élevage du vin. Une des plus étudiées est la micro-oxydation durant l'élevage en barrique.
Ou arômes d'évolution (ou bouquet) : ils proviennent de l’évolution (potentiel d'oxydoréduction / oxydation, réduction) et du terroir. Ils sont les plus complexes. Au cours de sa vie, l’évolution des arômes du vin semblent se faire dans un ordre logique.
L'arôme boisé : des vins sont élevés dans des barriques en chêne, bois qui contribue par ses tanins à la structure du vin et donc à son vieillissement. Le passage en barrique apporte de l'oxygène et modifie sensiblement les tanins. Il est question de vin boisé quand les arômes vanillés du bois sont bien perceptibles. Le boisé peut s'atténuer avec les années. Des vins trop boisés, où le chêne domine le vin, perdent de leur intérêt, car ils ne transmettent pas d'arômes primaires caractéristiques du cépage ou du terroir, ces derniers étant masqués derrière le boisé. 
Du floral au fruité de sa jeunesse, ils vont évoluer vers des senteurs de fruits macérés, fruits secs, confits, confiture, souvent associés: soit à des nuances plus minérales (pour les vins blancs) soit animales (pour les vins rouges). En dégustation, il est bien difficile de déterminer un arôme particulier, on pourra plus facilement s’exprimer par les familles d’arômes. On tente d’identifier dans un premier temps, les familles d’arômes perçus. Puis dans un second temps on essaie d’identifier les arômes "purs" proprement dits. Les arômes de référence sont, en effet, rarement purs.

## Arômes en dégustation

### Arômes fruités
Des parfums de fruits incluant : agrumes (citron, pamplemousse), fruits blancs (pomme, poire, coing, ananas, banane), fruits à noyau (prune, abricot, pêche), baies ou fruits rouges (cassis, framboise, mûre), fruits cuits ou confits et fruits secs et amandes (pruneau, figue, noix). Généralement, un vin commence par exprimer des arômes de « fruits frais » et son odeur évolue vers des parfums de fruits plus « mûrs », voire de compote ou de confiture.
- Fruits verts : kiwi, citron vert, melon vert, groseille à maquereau, pomme verte
- Fruits blancs : pomme, poire, pêche de vigne, coing
- Fruits rouges : fraise, framboise, groseille, cerise, airelle
- Fruits noirs :  mûre, myrtille, cassis, cerise noire, pruneau
- Fruits jaunes : pêche, abricot, nectarine, brugnon, prune, mirabelle
- Fruits exotiques : ananas, mangue,  fruits de la passion, figue, datte, litchi, goyave, banane
- Agrumes : citron, orange, pamplemousse, clémentine, cédrat, écorce d'orange, zeste, zeste confit
- Fruits secs : amande, noix, noisette, raisin sec, figue sèche, pistache, pruneau cuit, arachide

Évolution du fruit : frais > compoté > cuit > confituré > confit > sec.

### Arômes floraux
Des parfums de fleurs comme notamment la violette, la rose et le muguet.
- Fleurs : rose, pivoine, chèvrefeuille, acacia, églantine, giroflée, violette, géranium, genêt, jacinthe, résédas
- Tisanes : verveine, camomille, tilleul, aubépine, oranger
- Dérivés : miel, cire d'abeille, safran

### Arômes boisés
Différents parfums peuvent être sentis. Ils incluent les arômes végétaux qui varient notamment entre : verts (herbacé (défaut), fougère, menthe, verveine, bourgeon de cassis), secs (foin, tabac), champignons (levure fraîche, truffe, cèpe, sous-bois, humus), parfums boisés (bois vert, chêne, santal) et balsamiques (résine, vanille).
Ils sont aussi appelés balsamiques. Les arômes empyreumatiques (arômes de combustion végétale) sont tous les parfums liés au feu, à la combustion, au dessèchement : odeur de pain grillé (Sauternes), fleurs séchées, de fumé,  de cacao (Maury), de poivrons grillés, mais aussi de cuir et de goudron. 
- Bois de barrique : chêne français, chêne américain, cèdre, vanille
- Bois empyreumatique (torréfaction) : fumé, café, cacao, caramel, goudron, pain grillé, toasté

### Arômes épicés
Hormis ces trois variantes de parfums, d'autres types d'arômes peuvent être senti. Les parfums gourmands sont des arômes qui évoquent la pâtisserie ou la confiserie comme le miel, la vanille ou le beurre.
- Épices douces : cannelle, vanille, cardamome, réglisse
- Épices salées : poivre[5], poivron, clou de girofle, muscade

### Arômes végétaux
- Légumes : poivron, poireau, ail, chou, artichaut, petits pois, haricot vert, laitue
- Secs : foin, paille, thé
- Verts : herbe coupée, eucalyptus, lierre, chlorophylle, bourgeon de cassis, buis
- Sous-bois : humus, champignon de Paris, fougère, feuilles mortes, terre humide

### Arômes minéraux
Les parfums minéraux démontrent l'influence de la minéralisation du sol sur la vigne et le vin. Les arômes de « pierre-à-fusil », « craie mouillée » ou « pétrole » sont des exemples de parfums minéraux.
- Roches : pierre à fusil, silex, caillou, argile, hydrocarbure
- Métaux : cuivre, fer, aluminium

Ce descripteur de minéralité s'est fortement développé dans le vocabulaire du vin depuis les années 2000 mais ces notes minérales relèvent de la suggestivité, la teneur en minéraux dans les vins étant trop faible pour être détectée par le goût. Elles ne proviennent donc pas des nutriments du sol mais probablement de molécules formées au cours de la fermentation alcoolique comme les esters ou les thiols.

### Arômes chimiques
Les parfums chimiques également, comme l'iode, le dioxyde de soufre et le sulfure d'hydrogène (mercaptan).
- Peinture, solvant, vernis à ongles, goudron

### Arômes animaux
Dans les odeurs de la série animale, plutôt typiques des vins du sud, peuvent être citées des odeurs telles que celle de cuir, de sanglier. Ces parfums se détectent dans certains Cahors, les prédisposant à accompagner les salmis, le gibier. Certains cépages développent des arômes animaux en vieillissant : le merlot, le pinot noir, la syrah, ...  
- Cuir, fourrure, gibier, ventre de lièvre, bouillon de viande, sang, sueur, pipi de chat

## Cépages et leurs arômes dans le vin
Le tableau suivant répertorie certains des cépages les plus importants avec leurs arômes typiques :
| Cépage                        | Couleur | Arômes |
| ----------------------------- | ------- | --- |
| Acolon                        | rouge   | Fruits rouges |
| Aglianico                     | rouge   | Prune, chocolat (source , page 4) |
| Aleatico                      | rouge   | Noix de muscade (source , page 8) |
| Aligoté                       | blanc   | Très neutre, noisette, citron |
| Arneis                        | blanc   | Amandes |
| Bacchus                       | blanc   | Noix de muscade, cassis (source , page 56) |
| Barbera                       | rouge   | Cerises acides, prunes, violettes, goudron, fumée (source , page 60) |
| Blaufränkisch                 | rouge   | Mûre, cerise, cerise aigre, sureau, prune, poivre (Source , page 79) |
| Bleu portugais                | rouge   | Fraise, framboise, canneberge, groseille rouge, cerise aigre |
| Bonarda Piemontese            | rouge   | Cassis, prune, cerise |
| Bourboulenc                   | blanc   | Ciste, genévrier (odeur de garrigue) |
| Brachetto                     | rouge   | Fraise |
| Cabernet Franc                | rouge   | Fraise, framboise, violette, réglisse, poivron vert, poivre, amande, truffe, fumée                                                                                           |
| Cabernet Sauvignon            | rouge   | Framboise, cassis, myrtille, prune, poivron vert, poivre, piment, réglisse, cuir, tabac, vanille, cannelle, chocolat                                                         |
| Carignan                      | rouge   | Cassis, myrtille, réglisse, cannelle, tabac, vanille, cannelle, humus, laurier, romarin                                                                                      |
| Carménère                     | rouge   | Chocolat, cuir, tabac, fruits noirs |
| Chardonnay                    | blanc   | Pêche, pomme, poire, fruits tropicaux, noisette, vanille, chêne, beurre frais (source , page 135)                                                                            |
| Chasselas                     | blanc   | Poires, pomme, noix fines et amandes |
| Chenin Blanc                  | blanc   | Pomme, poire, abricot, coing, noix, miel, citron, herbe fraîchement coupée, tilleul (source , page 140)                                                                      |
| Cinsault                      | rouge   | Fraise, framboise, groseille, myrtille, violette, rose, réglisse, humus |
| Cortese                       | blanc   | Pomme, poire, banane (source , page 159) |
| Corvina Veronese              | rouge   | Cerise (griotte), amande, fraise |
| Dolcetto                      | rouge   | Mûre, cerise, réglisse, amande, réglisse |
| Domina                        | rouge   | Mûre, cerise aigre, poivre vert, sureau |
| Dornfelder                    | rouge   | Mûre, cerise aigre, poivron vert, sureau, prune |
| Ehrenfelser                   | blanc   | Pomme, pêche, abricot, pamplemousse |
| Fiano (en)                    | blanc   | Noisette, citron, aiguilles de pin, miel |
| Freisamer                     | blanc   | Pomme, groseille, coing |
| Frühburgunder                 | rouge   | Mûre, baies sauvages, framboise, cassis, cerise, fumée |
| Gamay                         | rouge   | Fraises, framboises, cerises, bananes (Beaujolais Nouveau) |
| Garganega                     | blanc   | Acacia, citron, amande |
| Gewurztraminer                | blanc   | Pétale de rose, acacia, marmelade d'orange, litchi, abricot, pêche, cannelle, clou de girofle                                                                                |
| Grenache                      | rouge   | Framboise, poivre, foin, cassis, mûre, cerise, laurier, réglisse |
| Gros Manseng                  | blanc   | Miel, ananas, citron |
| Huxelrebe                     | blanc   | Miel, orange, melon, fruit de la passion, jasmin, cassis, pêche, arôme muscaté                                                                                               |
| Kerner                        | blanc   | Pomme, cassis, poire, raisins secs, miel, abricot, léger arôme muscaté |
| Lagrein                       | rouge   | Violettes, cerises, mûres, chocolat noir |
| Marsanne blanche              | blanc   | Arôme floral, acacia, coing, abricot, fruits secs, miel, amandes |
| Malbec                        | rouge   | Violette, poivre, cassis |
| Mauzac                        | blanc   | Pomme, fruits secs, miel |
| Melon de Bourgogne (Muscadet) | blanc   | Subtilement fleuri, foin, poire, pomme, citron, pamplemousse |
| Merlot                        | rouge   | Cerise, prune, cassis, myrtille, champignon, caramel, cuir |
| Mondeuse                      | rouge   | Groseille, cerise, framboise, fraise, figue, prune, iris, violette, humus.                                                                                                   |
| Morio Muscat                  | blanc   | Arôme muscaté |
| Mourvèdre                     | rouge   | Cassis, myrtille, cerise, réglisse, poivre, tabac |
| Müller-Thurgau                | blanc   | Arôme pomme, citron, arôme muscaté léger |
| Muscadelle                    | blanc   | Léger arôme muscaté |
| Muscat jaune                  | blanc   | Roses, oranges, bergamote, raisins secs, notes épicées, acacia, melon, miel, fruit de la passion                                                                             |
| Nebbiolo                      | rouge   | Rose, violette, cerise, prune, truffe, réglisse, fumée, cacao, goudron |
| Negroamaro                    | rouge   | Prune, cassis, cerise, mûre, épicé |
| Ortega                        | blanc   | Poire, abricot, coing, banane, miel |
| Petite Arvine                 | blanc   | Pamplemousse, ananas, mangue, violette |
| Petit Manseng                 | blanc   | Fruits exotiques (ananas, litchi), épicés, zeste de citron, pêche, mangue |
| Petit Verdot                  | rouge   | Mûre, épicée, cassis |
| Pinot Blanc                   | blanc   | Pomme, poire, coing, banane, abricot, caramel, agrumes (citron, pamplemousse), noisette                                                                                      |
| Pinot Gris                    | blanc   | Poire, pomme, miel, ananas, pêche, pamplemousse, fruits secs, raisins secs, amandes, fumée                                                                                   |
| Pinot Noir                    | rouge   | Framboise, fraise, cassis, cerise, violette, églantier, clou de girofle, rarement notes de café, fumée, cuir                                                                 |
| Pinotage                      | rouge   | Prune, griotte, épicée |
| Refosco                       | rouge   | Prune, Amande |
| Rieslaner                     | blanc   | Abricot, pamplemousse, fruit de la passion |
| Riesling                      | blanc   | Pomme, pomme verte, pamplemousse, orange, jus de citron, pêche, abricot, coing, ananas, mangue, miel, herbes, minéral, tonalités de pétrole (après 3 à 5 ans d'âge)          |
| Roussanne                     | blanc   | Pêche de vigne, abricot, miel, fleur d'aubépine |
| Sagrantino                    | rouge   | Mûre |
| Samtrot (de)                  | rouge   | Mûre, framboise, cerise |
| Sangiovese                    | rouge   | Violette, mûre, canneberge, cuir, vanille, sureau, cerise, prune |
| Savagnin                      | blanc   | Très épicé, pomme, noisette |
| Sauvignon Blanc               | blanc   | Foin fraîchement coupé, cassis, groseilles à maquereau, iris, citron, silex (surtout à Sancerre)                                                                             |
| Scheurebe                     | blanc   | Cassis, pêche, pamplemousse, mangue |
| Schioppettino                 | rouge   | Violet, framboise, mûre, myrtille, poivre |
| Schönburger                   | blanc   | Rose, noix de muscade |
| Schwarzriesling               | rouge   | Mûre, baies sauvages, framboises, fraises, cerises, prunes, fumée |
| Sémillon                      | blanc   | Beurre, miel, fruits confits (poire, abricot, coing, pêche), citron, tilleul                                                                                                 |
| Sylvaner                      | blanc   | Pomme, groseille à maquereau, coing, fruits secs, foin, campanule, acacia |
| Syrah                         | rouge   | Cassis, framboise, mûre, cerise, violette, cèdre, poivre, clou de girofle, truffe, cuir, réglisse, goudron                                                                   |
| Tannat                        | rouge   | Framboise, mûre, tabac, notes d'épices |
| Tempranillo                   | rouge   | Mûre, cassis, myrtille, cerise, cuir |
| Teroldego                     | rouge   | Myrtille, cerise |
| Trebbiano                     | blanc   | Subtilement fleuri, agrumes (citron, pamplemousse), noisette |
| Trollinger                    | rouge   | Griotte |
| Veltliner Vert                | blanc   | Pomme verte, agrumes, poivre, épicé |
| Viognier                      | blanc   | Abricot, pêche, pomme, litchi, fruit de la passion, pamplemousse, poire, acacia, violette, anis, miel, foin, amandes grillées, citron vert, fleurs d'aubépine, fleur blanche |
| Zinfandel                     | rouge   | Groseilles noires, mûres, prunes, poivrons, caramel, épicé |
| Zweigelt                      | rouge   | Cerise, prune |